# Bionia
Bionia là một chi thực vật có hoa trong họ Đậu.